# だってしょうがないじゃない
「だってしょうがないじゃない」は、1988年4月25日に発売された和田アキ子の47枚目のシングル。

## 解説
- オリコンチャートで最高25位を記録、さらに翌1989年にも跨ぐヒットとなり、通算登場週数は52週を記録するロングセラーとなった。累計20万枚を売り上げるヒット曲となった。

- 『NHK紅白歌合戦』でも、和田が紅組司会を兼任した1988年の『第39回NHK紅白歌合戦』、翌1989年の『第40回NHK紅白歌合戦』と2年連続で歌唱された（和田が紅白で同一曲を複数回歌唱したケースは度々あるが、同一曲を2年連続で歌唱したのはこの事例のみ）。

- カップリングは1974年のヒット曲「古い日記」のリメイク版。編曲は同じ馬飼野康二。

- 同年10月には続編「続・だってしょうがないじゃない」が「だってしょうがないじゃない」との両A面と言う形で発売された。和田は「かなり珍しい続編物」とコメントしている[1]。

## 収録曲
（全作曲：馬飼野康二）
1. だってしょうがないじゃない [4:13]
作詞：川村真澄／編曲：矢島賢
2. 古い日記 '74/'88 [2:43]
作詞：安井かずみ／編曲：馬飼野康二

## カバー
- 1989年4月10日、元体操金メダリストの森末慎二が本楽曲をカバーし、ワーナー・パイオニアからシングルとして発売された。
- 同年9月29日には同じくワーナー・パイオニアから、和田のものまねをしていた吉村明宏&真由美の歌唱によって本楽曲のカバーシングル「だってしょうがないじゃない~いろいろあんだもん」が発売された。